# 新疆日报

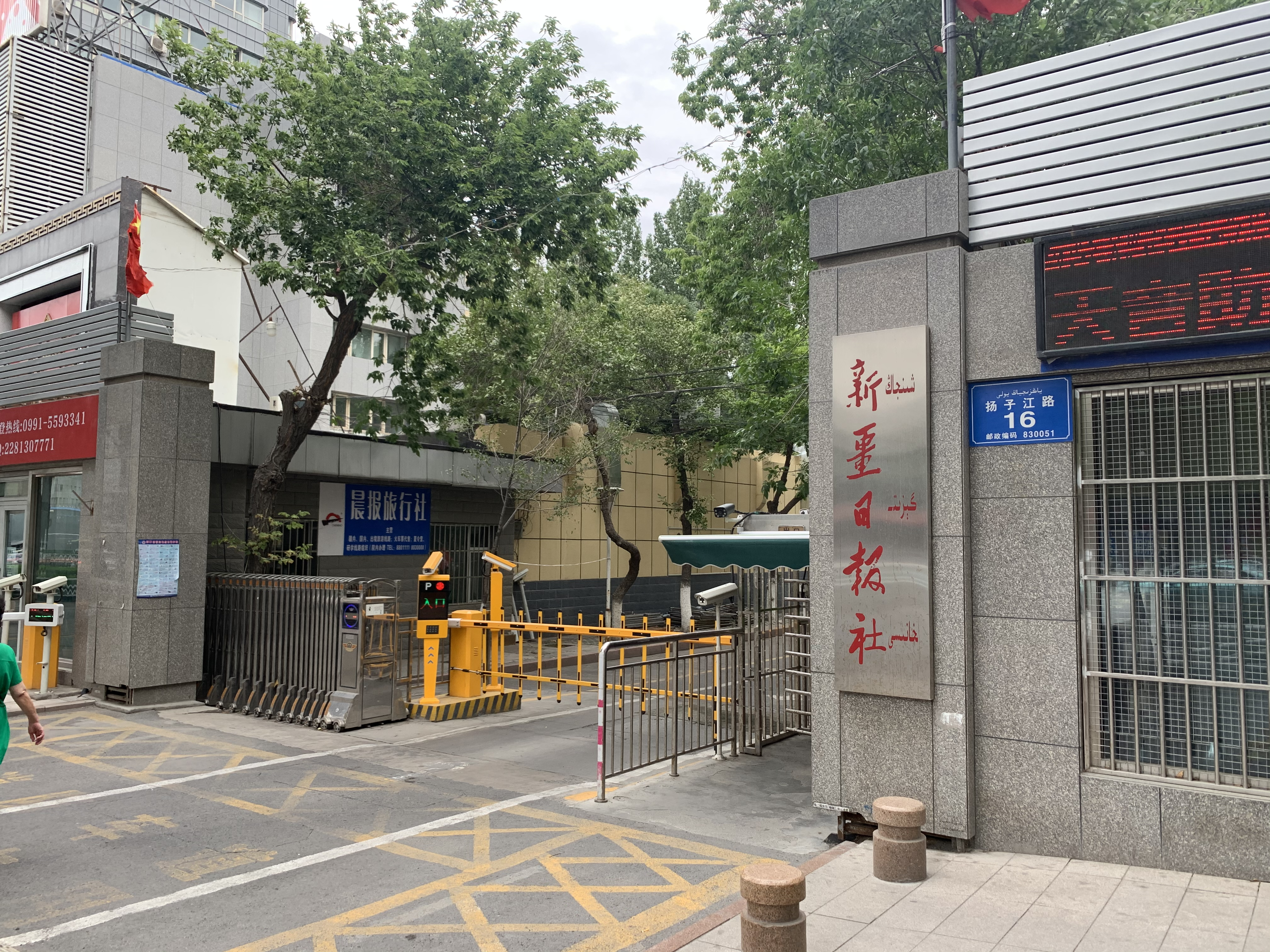
新疆日报社正大门

《新疆日报》是中国共产党新疆维吾尔自治区委员会的机关报，有汉文、维吾尔文、哈萨克文、蒙古文四种版本。
汉文版《新疆日报》创刊于1949年12月6日，毛泽东题写报名。其渊源可以追溯到1915年10月创刊的《新疆公报》。
维吾尔文版、哈萨克文版《新疆日报》创刊于1950年1月1日，蒙古文版《新疆日报》创刊于1950年8月1日。报名分别为：
- 維吾爾語：شىنجاڭ گېزىتى‎（拉丁维文：Shinjang gëziti）
- 哈薩克語：
- 托忒蒙古文：（转写：Šinǰiyang-giin ödör-in sonin）

其中，蒙古文版《新疆日报》一直使用托忒蒙古文（卫拉特蒙古语）。2012年1月曾改用传统蒙古文，但同年3月又改回托忒蒙古文。
2018年，报纸入选2017年全国百强报纸推荐名单。